# Terminoflustra calveti
Terminoflustra calveti is een mosdiertjessoort uit de familie van de Flustridae. De wetenschappelijke naam van de soort is voor het eerst geldig gepubliceerd in 1911 door Guerin-Ganivet.